# Compsomyces stilicopsis
Compsomyces stilicopsis är en svampart som beskrevs av Thaxt. 1931. Compsomyces stilicopsis ingår i släktet Compsomyces och familjen Laboulbeniaceae.   Inga underarter finns listade i Catalogue of Life.